# 父親
- 关于外号“老爹”的人物，参见迪克牛仔、大衛·歐提茲。
- 关于男同性恋群体的俚语，见爹 (俚语)。
- 關於中文部首，參見父部。

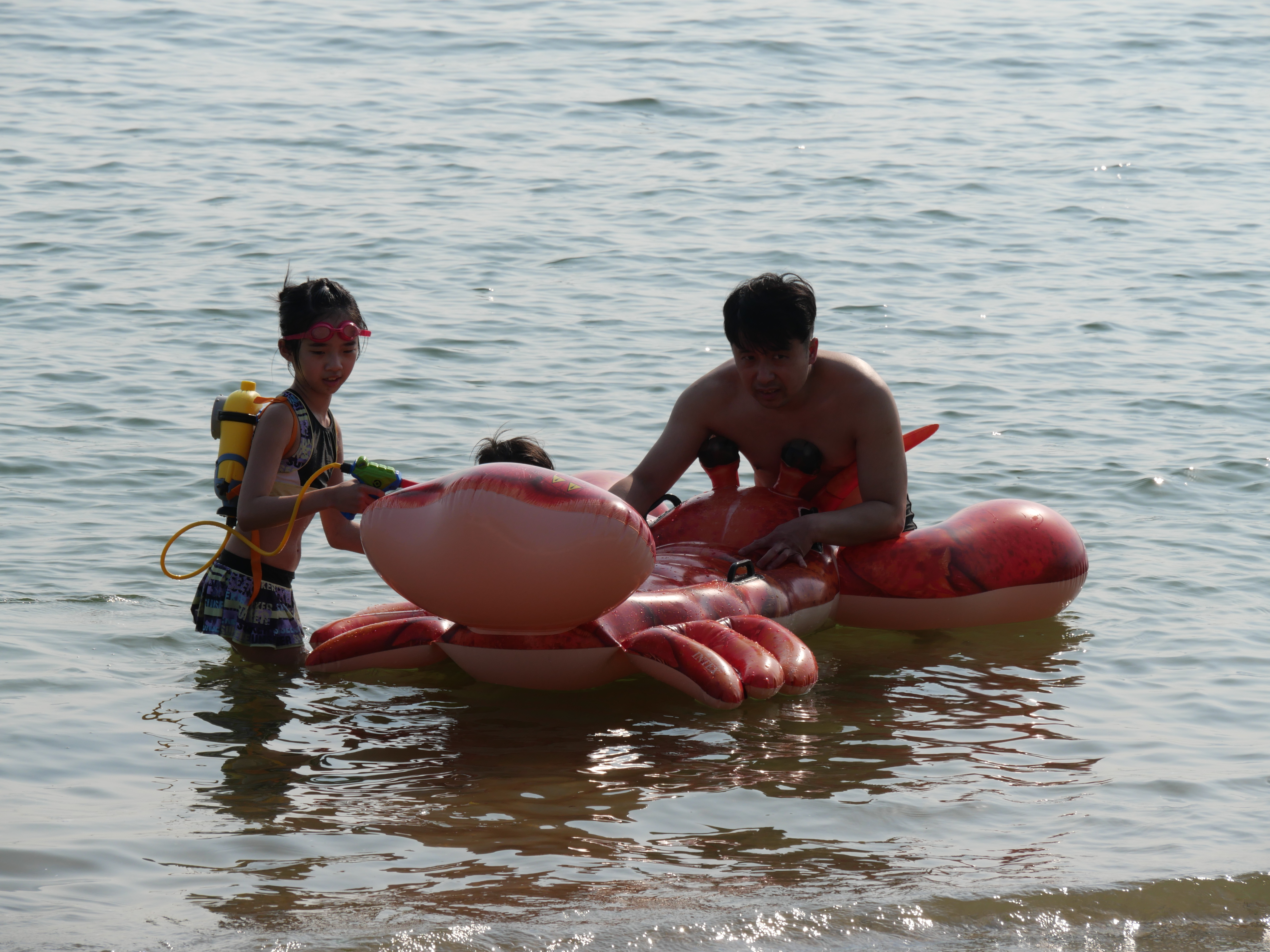
父與子女

父親簡稱父，或稱爸爸、爹，是一種親屬關係的稱謂，是子女對雙親中的男性的稱呼。父親和子女是重要的直系親屬關係之一，通常具有親密關係。
一般指參與生育小孩過程的男人（即生父）；但在有些狀況下，僅養育小孩，或再婚配偶、結誼長輩，或是僅提供精子讓卵子與之結合（例如捐精等辅助生殖技术），但並未親自進行生育小孩過程的男人也可如此稱呼。

## 父親的稱呼
口語中，父親的稱呼繁多，包括爸、爸爸、老爸、依爸、阿爸、郎罷、爹、爹哋、老爹、依爹、阿爹、老子、老頭、老竇（或老豆，粵語，皆源自「老頭」）、達達、大大、多桑、豆豆桑（源自日语：的發音）等等。滿語稱阿瑪（转写：ama）。
已死去的父親被稱為亡父、先父、先嚴、先考，在世的父親為生父，「生父」亦同時可指有血緣關係親生的父親（相對於繼父或後父）。
《禮記·曲禮下》:「生曰父，曰母，曰妻，死曰考，曰妣，曰嬪。」 考字原指父親，不論是健在的已故的。 妣字原指 母親，不論是健在的已故的。
此外，對別人稱呼自己的父親較文雅的說法是家父、家嚴，稱已死去的父親為先考，對別人父親的尊稱是令尊。要特別注意的是，有時候母親或與有子女男性結婚的女性（繼母）也會用兒女對父親的稱呼（爸爸或孩子他爸）代表她的丈夫。
在古代中國的漢族皇族中，父親被稱為父皇或父王。清代的皇族則稱父親作皇阿瑪（转写：han ama）。
在某些一妻多夫家庭中，子女稱母親的主夫以外的其他丈夫為「叔」，實際上卻可能是他們的親生父親。
在华人社会中，一对夫妇婚后也会称对方的双亲为爸、妈，以示尊敬。

## 定義
在生物學上，子女體細胞中成對的染色體，有一半是來自父親精子的提供，因此可藉由DNA分析來辨別親屬關係。
在社會學上，父親可能代表了養育與教養子女成長的男性，在法律上，男性也可以經由合法的管道，領養子女，或與有子女的女性結婚，進而成為該子女的法定父親。經領養而成為父親的稱為養父，與有子女的女性結婚而成為父親的稱為繼父或後父。

## 其他父親關係
人類社會中有不少其他的父親關係，一般用來作受尊敬的男性：

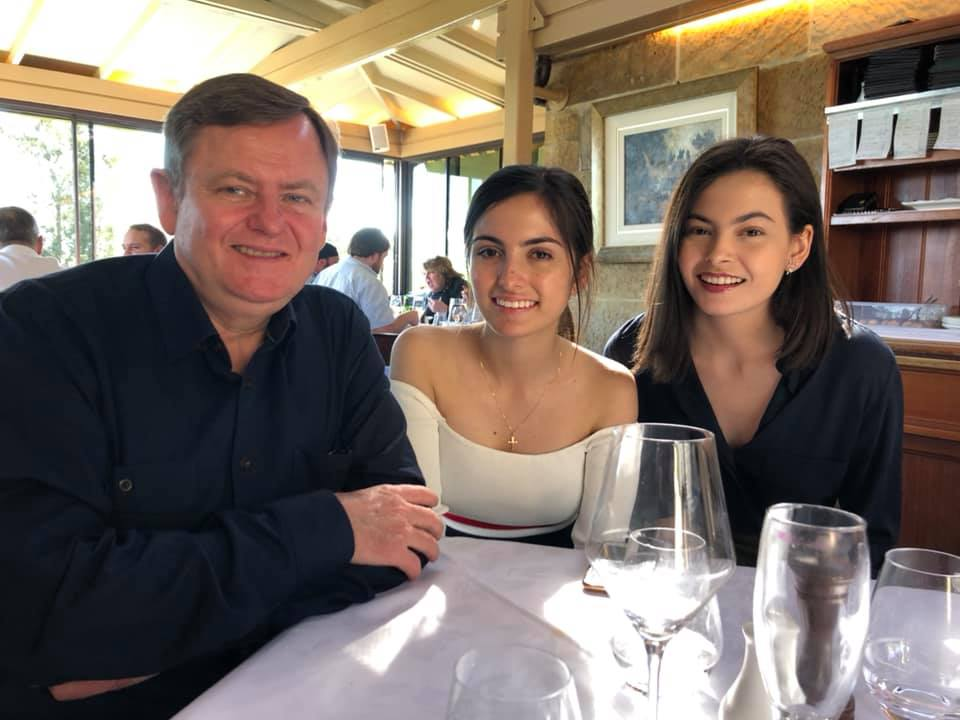
爸爸和兩個女兒

- 後父（或作繼父）
- 仲父
- 亞父
- 乾爹（或作契爹、契爸、契爺、誼父）
- 養父
- 義父
- 師父
- 外父
- 祖父
- 國父